# Дов (озеро)
Озеро Дов (англ. Dove Lake) — озеро, що розкинулось на півночі Центральної височини острова Тасманія (Австралія). Воно лежить на висоті 934 м. Площа озера — 0,86 км².
Озеро Дов розкинулось в північній частині Національного парку Крейдл-Маунтін-Лейк-Сент-Клер. Цей парк є частиною території під назвою «Дика природа Тасманії», що є об'єктом Світової спадщини ЮНЕСКО.

## Географія

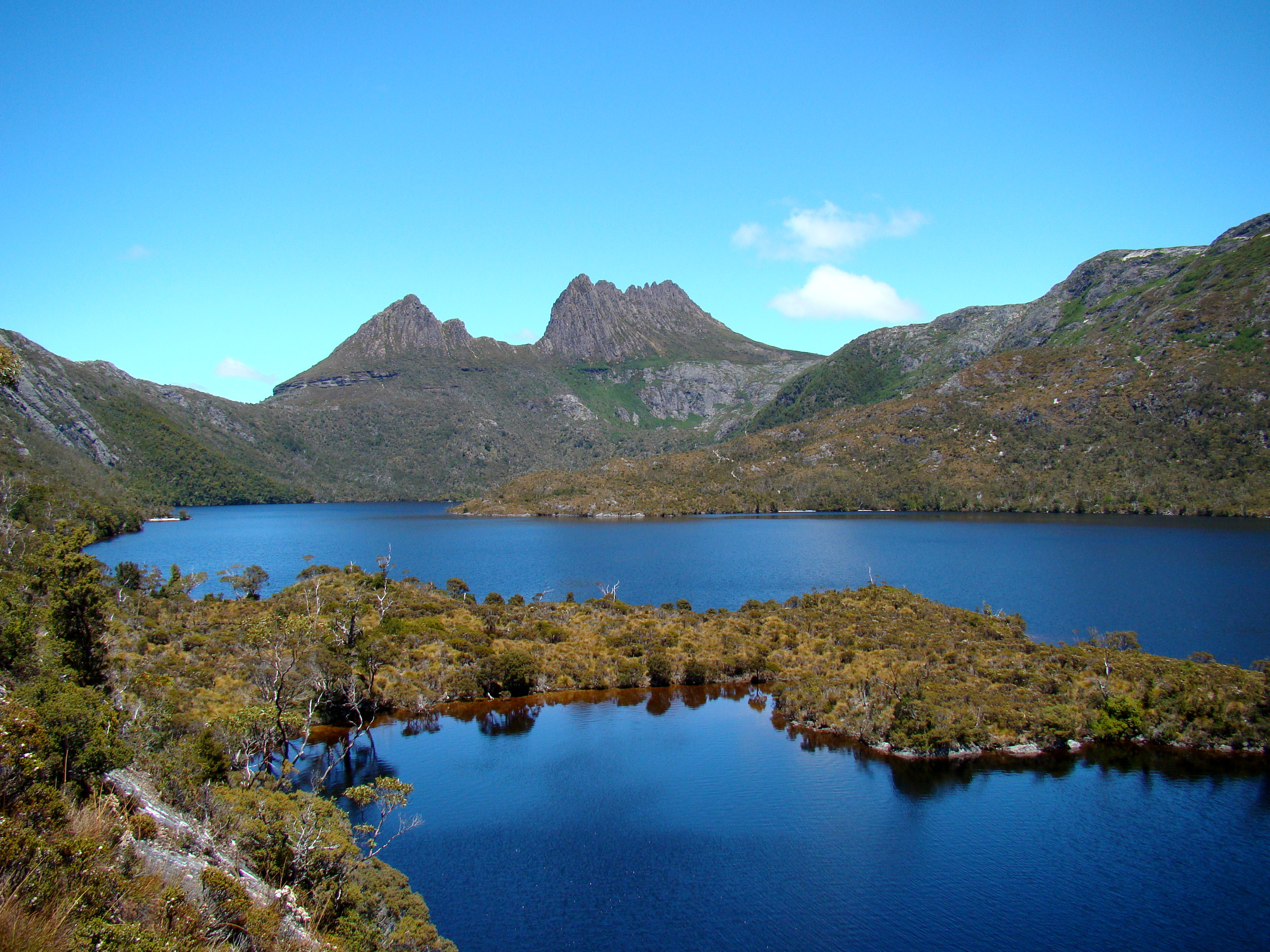
Озеро Дов і гора Крейдл

Озеро Дов витягнуте з півночі на південь. До північного кінця озера підходить автомобільна дорога, що сполучає його з містами північного узбережжя Тасманії. Біля південного кінця розташована відома гора Крейдл. Трохи на південь від неї розташовані інші відомі гори Тасманії — Осса, Пеліон Вест, Барн Блафф та інші.
Біля південного кінця озера розсипана група невеликих островів Ханімун (Honeymoon Islands). Неподалік від озера Дов є кілька дрібніших гірських озер — Крейтер (Crater Lake, висота 1035 м), Хансон (Lake Hanson, висота 1001 м), Вілкс (Lake Wilks, 1052 м), Лілла (Lake Lilla, висота 922 м) та інші.
З озера (біля його північного кінця) витікає річка з однойменною Назвою — Дов (Dove River), що тече спочатку на Північ, а потім повертає на Схід і впадає в річку Форт (River Forth), яка тече в північному напрямку і впадає в Бассову протоку.

## Туристичні маршрути

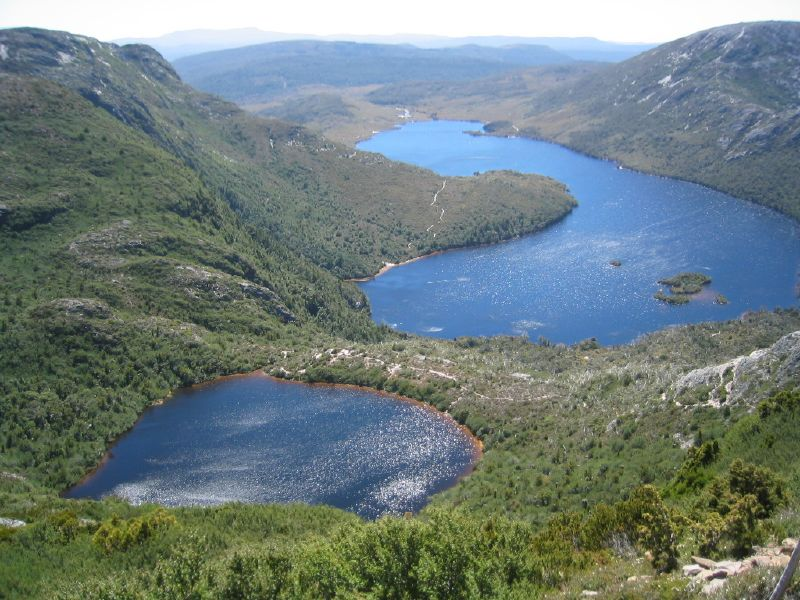
Краєвид озера Дов зі схилів гори Крейдл (на передньому плані ліворуч — озеро Вілкс)

За 8 км на північ від озера Дов розташований центр для відвідувачів парку (Cradle Mountain Visitors Centre), до якого прибувають автобуси з міст Лонсестон і Девонпорт, а також туристичні рейси. Між центром для відвідувачів і автомобільною стоянкою біля озера Дов, яка розташована поруч зі струмком Ронні (англ. Ronny Creek), курсує човниковий автобус.
В околицях озера Дов і сусідньої гори Крейдл є багато одноденних пішохідних маршрутів. Одним із найбільш популярних маршрутів є петля навколо озера Дов (Dove Lake Circuit). Протяжність цього маршруту — 5,7 км, а його проходження займає близько 2 годин.
Крім того, біля озера Дов і гори Крейдл розташований північний кінець одного з найпопулярніших в Австралії піших туристичних маршрутів — багатоденного маршруту Оверленд трек завдовжки близько 70 км, південний кінець якого розташований біля озера Сент-Клер.

## Риболовля
Озеро Дов також становить інтерес для рибалок — у ньому водиться пструг струмковий. Риболовецький сезон розпочинається в серпні й закінчується у квітні.

## Галерея

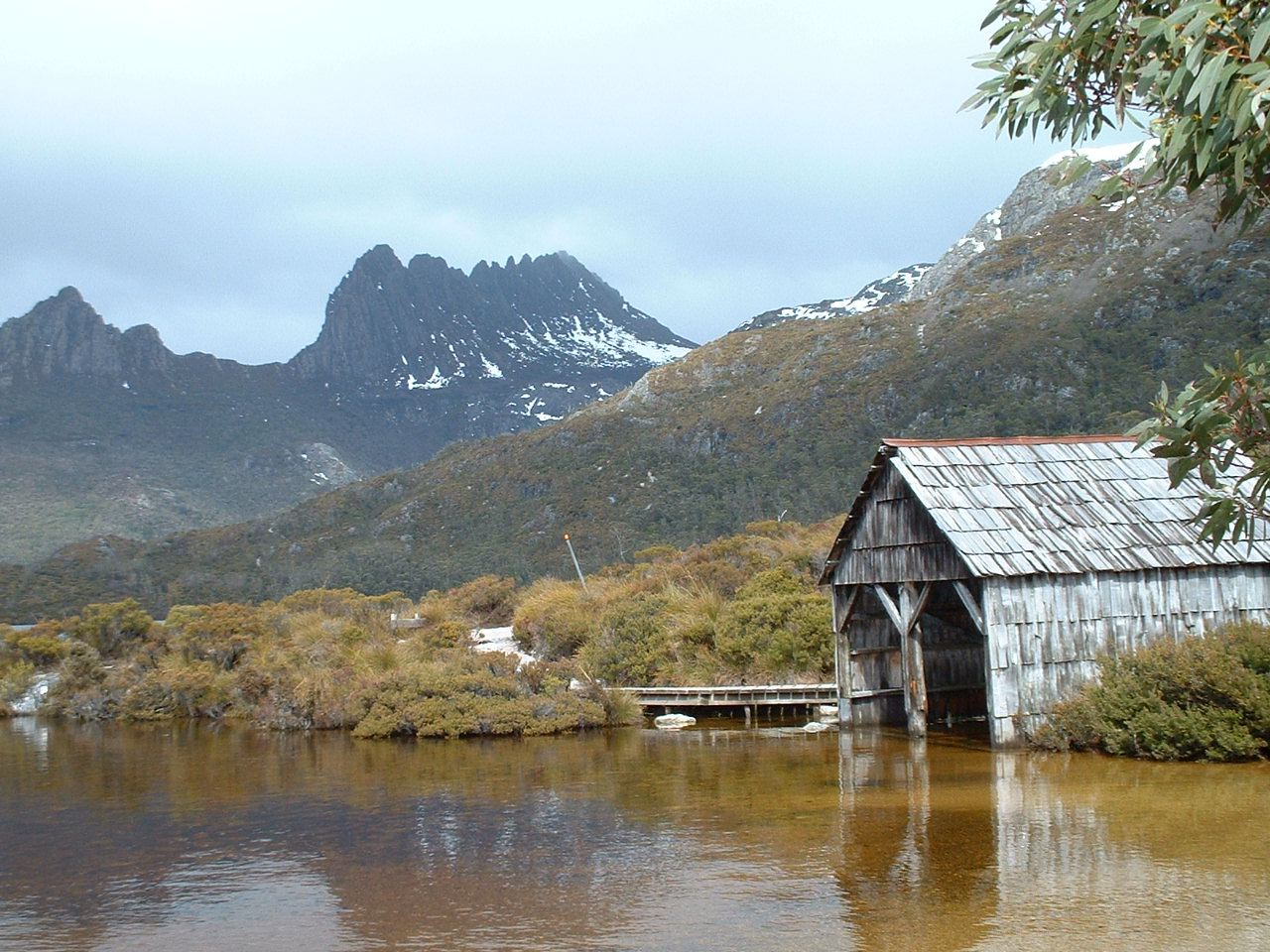
Стара човнова станція на березі озера Дов
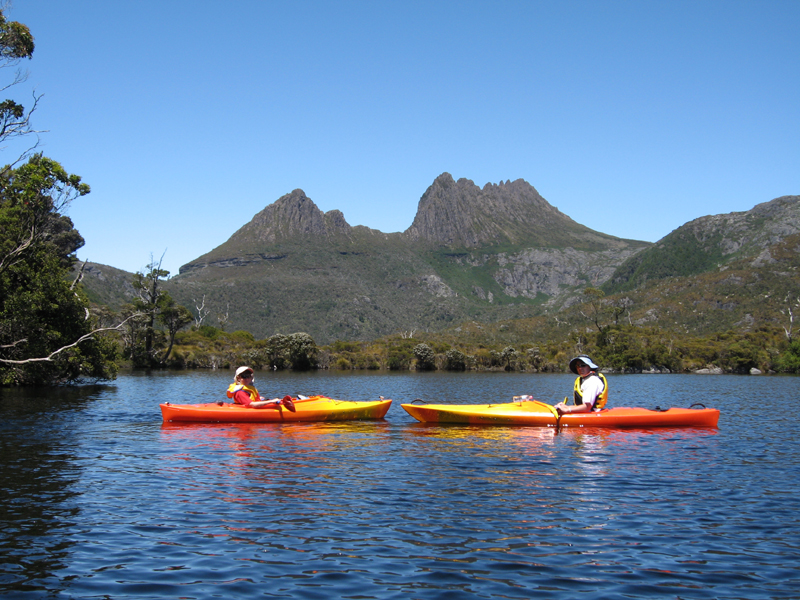
Байдарки на озері Дов
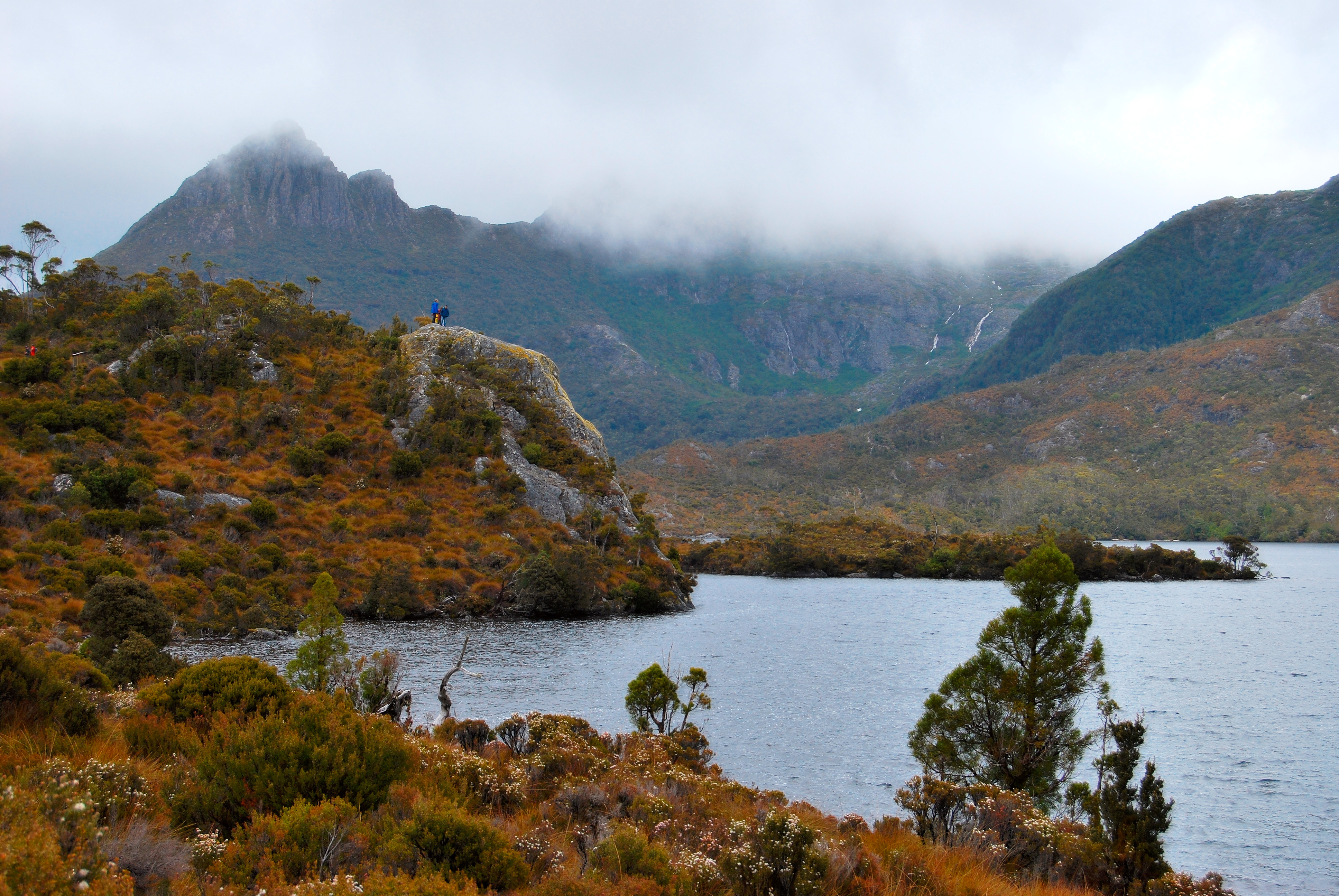
Озеро Дов і гора Крейдл у тумані
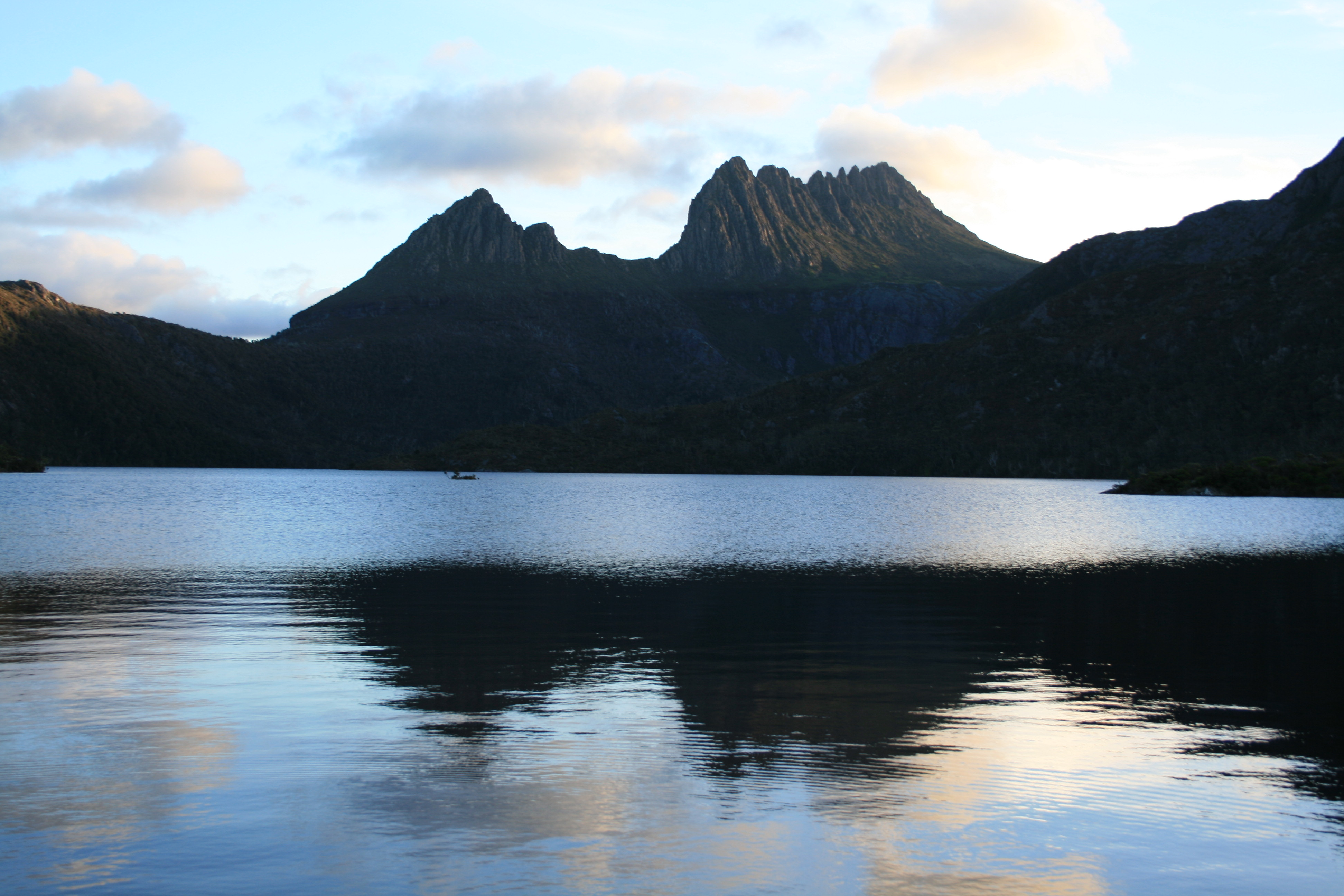
Озеро Дов і гора Крейдл на заході сонця